# Elmurat Tasmuradov
Elmurat Tasmuradov est un lutteur ouzbek né le 12 décembre 1991. Il a remporté une médaille de bronze en moins de 59 kg aux Jeux olympiques d'été de 2016 à Rio de Janeiro.